# بوکوویه (استان اشوی‌داشکسیه)
بوکوویه (به لهستانی: Bukowie) یک منطقهٔ مسکونی در لهستان است که در گمینا کونوو واقع شده‌است. بوکوویه ۳۸۴ نفر جمعیت دارد.